# 米兰·内纳迪奇
米兰·内纳迪奇（1943年8月12日—2024年1月16日），塞尔维亚男子摔跤运动员。他曾代表南斯拉夫参加1968年和1972年夏季奥林匹克运动会摔跤比赛，其中1972年奥运会获得一枚铜牌。